# Eloina Terrón Bañuelos
Eloina Terrón Bañuelos (Fabero, provincia de León, España, 2 de mayo de 1957) es una expolítica, documentalista, escritora, activista y profesora española.

## Trayectoria
Eloína Terrón Bañuelos diplomada en Trabajo social por la Universidad del País Vasco. Durante su carrera profesional trabajó como trabajadora social varios años en el Ministerio de Trabajo en atención a personas afectadas por síndrome tóxico. Donde participó en la creación y puesta en marcha del centro de acogida de mujeres víctimas de violencia de género en Palencia. Después regresó a León e inicialmente trabajó como Profesora Técnica de Servicios a la Comunidad en los Equipos de Orientación Educativa y Psicopedagógica de Valencia de Don Juan en el Ministerio de Educación y Ciencia y posteriormente en la Junta de Castilla y León, una vez traspasadas las competencias educativas. Posteriormente pasó a desarrollar dicha labor en el Equipo de Atención Específica al alumnado con déficit Auditivo en la provincia de León.Perteneciente a Izquierda Unida fue portavoz y concejala del Grupo Municipal de Izquierda Unida en el Ayuntamiento de San Andrés del Rabanedo y también Coordinadora Provincial de Izquierda Unida de León. 
Compatibilizó su labor política con su trabajo profesional como Profesora Técnica de Servicios a la Comunidad en la Consejería de Educación de Junta de Castilla y León desempeñando su labor en el Equipo Específico de Orientación Educativa a la diversidad auditiva de la provincia de León.

## Actividad sociopolítica

### Actividad política
Su labor profesional la combinó desde muy joven con una labor comprometida en movimientos sociales y feministas, así como en la actividad política. Comenzó su trayectoria como concejala en Fabero, municipio minero del Bierzo. Fue la primera mujer concejala del municipio berciano tras la restauración democrática, como independiente en la lista del PSOE, aunque el "no, pero sí" de la OTAN, y otras decisiones, la condujeron hacia IU. Una vez en León, después de renunciar al acta de edil, comienza su itinerario en el que combina la política, la acción sindical y el contacto directo con las asociaciones sociales y vecinales. En 2011 obtiene el acta de concejala en San Andrés del Rabanedo, siendo la única representación de Izquierda Unida en el municipio durante esa legislatura. Su labor logró cuadruplicar los resultados en las elecciones municipales de 2015, pasando a tener cuatro concejales IU y siendo la tercera fuerza más votada, tras el PSOE (6) y el PP (5). Fue elegida Coordinador Provincial de Izquierda Unida en León en diciembre de 2016, desempeñando dicho cargo hasta mayo de 2019.

### Actividad sindical
Fue Secretaria Provincial de la Mujer y Políticas Sociales del sindicato Comisiones Obreras de León. Desde esta secretaría inició, el 11 de abril de 2005, lo que denominó los lunes sin sol (recordando el título de la película española "los lunes al sol"), una concentración cada lunes, en la plaza de Botines en León, cuando una mujer es asesinada por violencia machista durante esa semana. Tras más de 11 años se han ido incorporando asociaciones, sindicatos, partidos políticos y organizaciones sociales de León que han conformado la Plataforma contra la Violencia machista (Asociación Adavas, Asociación Clara Campoamor, Asociación Feminista Flora Tristán, Asociación Isadora Duncan, Izquierda Unida, Partido Comunista de España, Prometeo Hombres por la Igualdad de León, PSOE municipal, Asociación Simone de Beauvoir, Sindicato UGT, Asociación Aispaz, Asociación Trece Rosas, Fadae, Juventudes Socialistas, Los Verdes-León, Plataforma de Entidades de Voluntariado de León, Podemos León, PSOE Provincial y Sindicato Stele). Desde la creación, y a petición de la plataforma, la corporación municipal guarda siempre un minuto de silencio por las mujeres víctimas antes del inicio de los plenos. Existen dos pancartas colocadas en los balcones del Ayuntamiento y la Diputación de León en memoria de las mujeres asesinadas. Para recordar este movimiento y a las mujeres víctimas, el Ayuntamiento colocó una placa en el suelo de la Plaza de Botines en 2010.

### Actividad social
Organizaciones Feministas en las que ha participado: Asociación Feminista Flora Tristán, Asociación Mujer y Revolución y Asociación Simone de Beauvoir. Su preocupación y ámbito de mayor interés es la clase social y el género como aspectos que definen las oportunidades, las posibilidades y el proyecto de futuro de las personas y los pueblos. Especialmente en la trasmisión educativa que se hace desde el ámbito escolar, familiar y social.

## Actividad profesional

### Actividad artística
Ha dirigido documentales sobre la recuperación de la memoria histórica: 
- Los campos del silencio (2005), sobre la redención de penas por el trabajo de los presos republicanos; [8]
- Nanas sin pan (2008), donde se narra la represión colectiva de un pueblo en la montaña de León; [9]
- Constructoras de derechos y utopías. Mujeres de la II República sobre las mujeres que no aceptaron el orden establecido y tomaron la palabra y participaran en igualdad para construir un orden más igualitario y justo durante la II República.[10]

Además de ser directora de documentales pedagógicos: Entrenamiento en habilidades sociales en el aula (2003); Cooperación familia-centro educativo. Las habilidades de comunicación (2002); Una sesión de evaluación. El trabajo en equipo (1999).

### Actividad investigadora
Ha participado como investigadora en los siguientes proyectos de I+D+i:
- “Estrategias pedagógicas interculturales que potencian la convivencia en los centros educativos” Diputación de León (2006-2007);
- “Representación social de la mujer inmigrante en Castilla y León”. Investigación convocada y financiada por de Castilla y León dentro de las actuaciones sobre Igualdad de oportunidades entre mujeres y hombres. Orden FAM/1474/2003. BOCyL suplemento n.º 2 al n.º 225 de 19 de noviembre de 2003.
- “Análisis de los videojuegos desde la perspectiva de la diferencia sexual: roles y modelos masculinos y femeninos”. Investigación financiada por el Instituto de la Mujer (Ministerio de Trabajo y Asuntos Sociales) y el CIDE (Centro de Investigación y Documentación Educativa) del Ministerio de Educación y Cultura.
- “El género de los videojuegos. Creación de una guía multimedia de análisis de videojuegos”. Investigación financiada por el Instituto de la Mujer (Ministerio de Trabajo y Asuntos Sociales) y el CIDE (Ministerio de Educación y Ciencia).
- “La cultura de género en las organizaciones educativas: motivaciones y obstáculos de acceso de la mujer a los puestos de dirección” Investigación convocada y financiada por el Ministerio de Trabajo y Asuntos Sociales en el marco del Plan Nacional de Investigación Científica, Desarrollo e Innovación Tecnológica 2000-2003, por Orden de 4 de abril de 2002 (BOE 24 de abril de 2002).
- “Acceso de la mujer a los puestos de dirección en las organizaciones educativas en Castilla y León”. Investigación convocada y financiada por de Castilla y León dentro del Programa de Apoyo a Proyectos de Investigación al amparo del 14 de marzo de 2002.
- “Evaluación de materiales multimedia: la perspectiva de género”, subvencionada por de Castilla y León, Consejería de Sanidad y Bienestar Social, dentro de las actuaciones sobre Igualdad de oportunidades entre mujeres y hombres (Orden de 13 de noviembre de 2002 del BOCyL).
- “Liderazgo y Dirección Femenina”, subvencionada por de Castilla y León, Consejería de Sanidad y Bienestar Social, dentro de las actuaciones sobre Igualdad de oportunidades entre mujeres y hombres (Orden de 2 de enero de 2001 del BOCyL).
- Investigación de Licencia de Estudios sobre " Resolución de Conflictos en la escuela a través del entrenamiento audiovisual en habilidades emocionales y de comunicación” concedida por el Ministerio de Educación y Cultura (BOE 20-07-1999).

## Obra destacada

### Libros publicados
Es coautora de los siguientes libros y capítulos de libros: 
- Investigación desde la práctica. Guía didáctica para el análisis de los videojuegos (2008). Canarias: Instituto Canario de la Mujer. ISBN 84-688-9968-2
- Analise da violencia na adolescencia e programas de prevención (2007). En Méndez Lois, Mª José y Payo Negro, Mª Jesús. Patróns educativos para a igualdade e oportunidades: axentes de socialización (229-236). Santiago de Compostela: Servicio Publicaciones Universidad Santiago de Compostela. ISBN 978-84-9750-805-6
- "Los videojuegos y los valores educativos". En ADAVAS. La violencia en la imagen y en la palabra (41-172). León: Gama (2006). (Depósito Legal: LE-961/2006)
- La cultura de género en las organizaciones escolares. Motivaciones y obstáculos de acceso de la mujer a los puestos de dirección (2006). Barcelona: Octaedro. ISBN 84-8063-770-6
- Investigación desde la práctica: Guía didáctica para el análisis de los videojuegos. (2004). Madrid: CIDE/Instituto de la Mujer. ISBN 84-688-9968-2
- La diferencia sexual en el análisis de los videojuegos (2004). Madrid: CIDE/Instituto de la Mujer. ISBN 84-688-9969-0[11]

- "Barreras en el acceso de las mujeres a puestos directivos en organizaciones educativas". En LÓPEZ YÁÑEZ, J., SÁNCHEZ MORENO, M. y MURILLO ESTEPA, P. (2004). Cambiar con la sociedad, cambiar la sociedad (638-646). Sevilla: Universidad de Sevilla. (ISBN 84-472-0862-1).
- "Construir la comunicación entre la familia y la escuela como una relación de confianza" (2003). En ALFONSO, C. y otros. La participación de los padres y madres en la escuela (115-125). Barcelona: Graó. ISBN 84-7827-293-3

- “La violencia en las organizaciones escolares y los videojuegos”. En Gairín, J. y Darder, P. (Eds.). (2002). Estrategias e instrumentos para (82/54-82/62). Barcelona: Práxis. (ISBN 84-7197-351-0).
- “Violencia y videojuegos”. En Ortega Carrillo, J.A. (Coord.). (2002). Educando en la sociedad digital. Ética mediática y cultura de paz (vol I., 659-670) Granada: Grupo Editorial Universitario. (ISBN 84-8491-210-8).
- “La formación didáctica de los futuros profesionales de la educación mediante la utilización del vídeo”. En Del Carmen, L. (2000). Simposio sobre la formación inicial de los profesionales de la educación (25-31). Girona: Universitat de Girona (ISBN 84-95138-89-1).
- "Mirar la televisión: de espectadores pasivos a espectadores activos”. En José Ignacio Aguaded (Dir.). (1999). La otra mirada de la tele (241-253). Sevilla: Junta de Andalucía. (ISBN 1136-7733)

### Documentales realizados
Ha producido y realizado diversos documentales sobre memoria histórica y la lucha de la clase obrera: 
- La esperanza en marcha (2019) 50 min. Documental sobre la lucha de la clase obrera en las cuencas mineras del Bierzo.
- La sombra de las ideas: Artistas víctimas de la represión franquista (2010)
- Mujeres en la II República: Constructoras de derechos y utopías (2009)
- Nanas sin Pan. Guímara: la represión colectiva de un pueblo (2008) 55 min DVC-Pro / DVD. Filmando en León, Asturias, Galicia, Madrid y Francia.
- Los campos del silencio: los presos republicanos en los campos de trabajo forzado del franquismo (2007) 50 min DVC-Pro / DVD. Filmando en León, Asturias, Galicia, Madrid y Buenos Aires.

También ha producido y realizado diversos documentales sociales, pedagógicos y didácticos:
- Mujeres sindicalistas. Prácticas que favorecen la participación y el acceso de las mujeres a cargos de responsabilidad en las organizaciones sociales y sindicales. (2004). 35 min VHS. PAL SP.
- Entrenamiento en habilidades sociales en el aula. (2003) 25 min DVC-Pro /DVD.
- Cooperación familia-centro educativo. Las habilidades de comunicación. (2002).  27 minutos. VHS. PAL SP.
- Una sesión de evaluación. El trabajo en equipo. (1999). 35 min VHS. PAL SP.

### Artículos publicados
- (2009). Percepción de las mujeres sobre el “techo de cristal” en educación. Revista Interuniversitaria de Formación del Profesorado, 64, 27-40. (ISSN: 0213-8646)
- (2006). Romper las barreras entre la familia y la escuela. Revista Cultura y Educación, (C&E) 18 (3-4), 283-294;

- (2004). Women And The Power In The Educational Organizations. Education-line, Brotherton Library, University of Leeds (Leeds, LS2 9JT).
- (2003). El Liderazgo Femenino y su ejercicio en las Organizaciones Educativas, Revista Iberoamericana de Educación RIOEI, 31, 1-19. (ISSN: 1681-5653).
- (2003). Las mujeres y el poder en las organizaciones educativas. Organización y Gestión Educativa, 3, 44-51.
- (2003). La violencia en la organización escolar y social y sus mecanismos de aprendizaje: los videojuegos. Etic@net, 1, 1-15. (ISSN: 1695-324X).
- (2002). “Las mujeres y el poder en las organizaciones educativas”. Revista Complutense de Educación, vol 13, 2, 485-513.
- (2002). El mito de la violencia escolar en la formación del profesorado. Revista Electrónica Interuniversitaria de Formación del Profesorado, 5 (4).
- (2001). Las organizaciones violentas y sus mecanismos de seducción: el caso de los videojuegos”. Educación y Medios, 15, 27-34. (ISSN: 1136-2782).
- (2001). Videojuegos: cuando la violencia vende, Cuadernos de Pedagogía, 305, 79-83. (ISSN: 0210-0630).
- (1999). Construir la comunicación entre la familia y la escuela como una relación de confianza. Aula de innovación educativa, 85, 6-10. (ISSN: 1131-995X)
- (1998). Utilización del vídeo en la formación del profesorado. Comunicación y Pedagogía, 153, 56-60. (ISSN: 1136-7733)

### Artículos periodísticos
- Defendiendo municipios con recursos para dar servicios: Por una ley de financiación de la administración local. [12]
- Sobre la defensa del derecho a una vivienda digna: Stop Desahucios en San Andrés.[13]
- Sobre el saqueo de lo público: ¿Y esto no es un robo? [14]
- Abogando por la movilidad urbana sostenible: Rompiendo barreras en San Andrés[15]
- Acceso de las mujeres al mundo laboral y de la dirección: Nunca es tarde para las mujeres [16]